# أرتيوم فيودوروف
أرتيوم فيودوروف هو لاعب كرة قدم روسي في مركز حراسة المرمى، ولد في 16 ديسمبر 1984 في ساراتوف في روسيا. لعب مع سوكول ساراتوف ‏.